# 鬼界アカホヤ火山灰

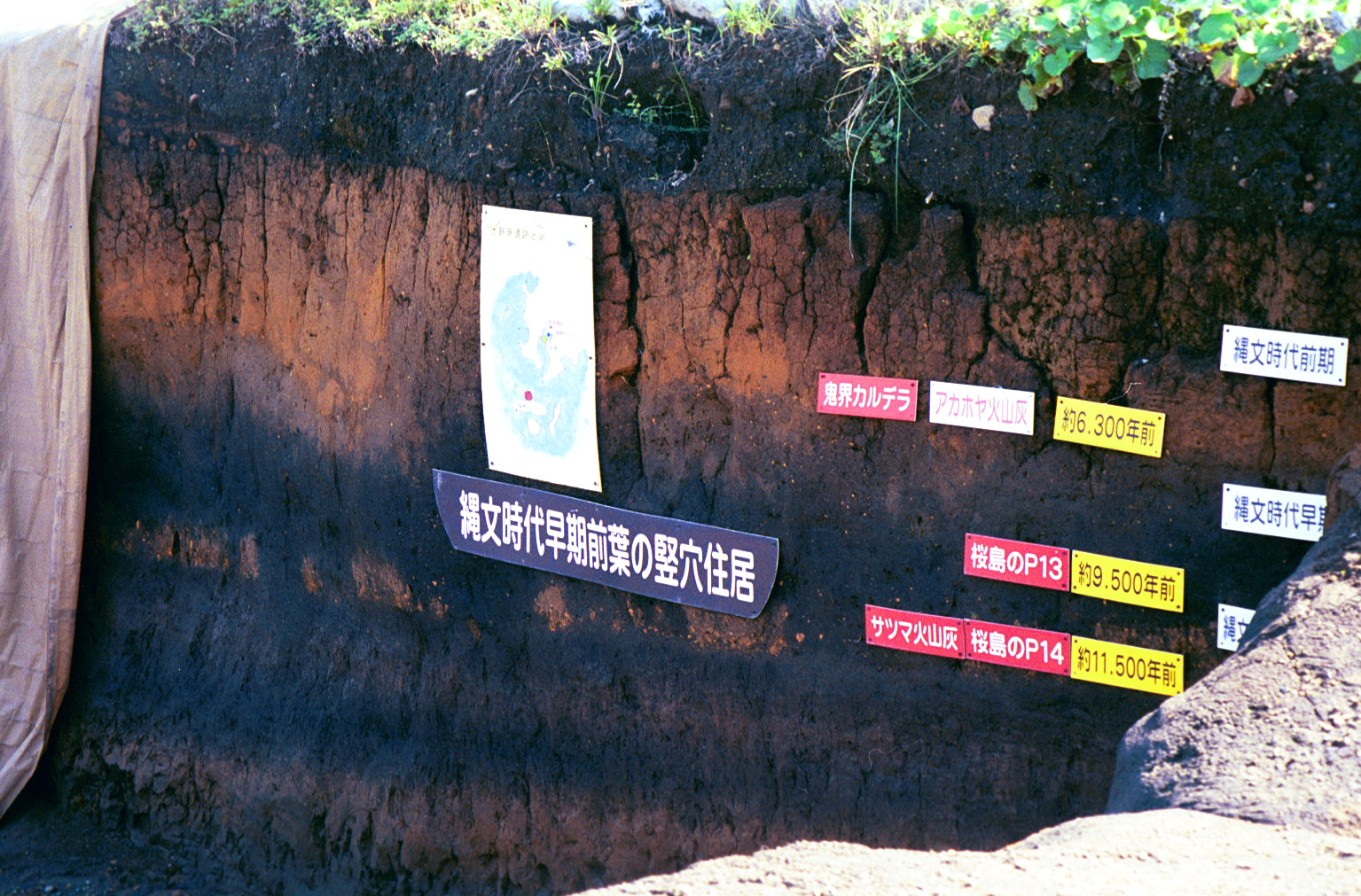
上野原遺跡（霧島市）のアカホヤ火山灰を含む土層

幸屋火砕流と鬼界アカホヤの広がり。九州南部・東部、四国、本州瀬戸内海沿い、および和歌山県で20cm以上あり、広くは朝鮮半島南部や東北地方にも分布する。

鬼界アカホヤ火山灰（きかいアカホヤかざんばい）は、約7,300年前の鬼界カルデラの大噴火に伴って噴出した火山灰。幸屋火砕流と同時に噴出した火山灰のうち、上空に噴き上げられてから地上に降下したものをいう。テフラとしての記号はK-Ah。AKの略称でも呼ばれる。
白色または淡褐色（オレンジ色）を呈し、保水性が無く農業には適さない。
火山灰に覆われた面積は約200万km2、体積は約100km3にもなる。偏西風にのって東北地方まで到達した。九州南部において地下の比較的浅い場所に厚さ約1mの層をなしており、四国、中国地方西南部および紀伊半島においても層として確認することができる。種子島では、20 - 40cm、琵琶湖では3 - 5cmの厚さである。また、層が不明瞭な地域においては土壌分析によって検出可能であり、おおむね日本全域で確認されている。
宮崎県の農家の間でアカホヤと呼ばれていた地層について調査した結果、人吉市付近のイモゴ、種子島のアカボッコ、四国南部のオンジなど、似たような地層が日本各地に分布していることがわかり、1976年（昭和51年）に鬼界カルデラを起源とする火山灰であることが確認された。
地層の年代決定において縄文時代の早期と前期とを分ける重要な鍵層の一つになっている。特に、種子島、屋久島、薩摩半島南部および大隅半島南部は幸屋火砕流が直撃し、当時居住していた縄文人の生活に壊滅的大打撃を与えたと考えられている。また、南九州では火山灰の影響により約600年から900年間は照葉樹林が復活しなかった。